# Litz Glacier
Litz Glacier är en glaciär i Antarktis. Den ligger i Västantarktis. Inget land gör anspråk på området. Litz Glacier ligger 437 meter över havet.
Terrängen runt Litz Glacier är kuperad österut, men västerut är den platt. Trakten är obefolkad. Det finns inga samhällen i närheten.